# Michael Brandner (Fußballspieler)
Michael Brandner (* 13. Februar 1995 in Salzburg) ist ein österreichischer Fußballspieler.

## Karriere

### Verein
Brandner begann seine fußballerische Karriere beim ASK Salzburg. Von dort wechselte er 2007 in die Jugendabteilung des FC Red Bull Salzburg, bei dem er auch in der Akademie spielte. Zur Saison 2013/14 wurde er an den FC Liefering, dem Farmteam der Salzburger, transferiert. 2016 wechselte er auf Leihbasis zur SV Ried in die Bundesliga.
Nach dem Ende der Leihe wechselte er zur Saison 2017/18 zum Zweitligisten SC Wiener Neustadt. Nach dem Zwangsabstieg von Wiener Neustadt wechselte er zur Saison 2019/20 zum Zweitligisten FC Blau-Weiß Linz, bei dem er einen bis Juni 2021 laufenden Vertrag erhielt. Mit Linz stieg er 2023, mittlerweile als Kapitän, in die Bundesliga auf. In dieser kam er dann in der Saison 2023/24 aber nur noch spärlich zum Einsatz, woraufhin er nach jener Spielzeit seine Profikarriere beendete.
Zur Saison 2024/25 schloss er sich dann der viertklassigen Union Mondsee an.

### Nationalmannschaft
Michael Brandner bestritt für die Österreichischen Nachwuchsnationalmannschaften von U-16 bis U-20 insgesamt 22 Länderspiele. Mit der U-19-Nationalmannschaft qualifizierte er sich für die Europameisterschaft 2014 in Ungarn, wo die Nationalmannschaft den dritten Platz belegte.
Bei der U20-Weltmeisterschaft 2015 in Neuseeland bestritt er alle 4 Spiele der österreichischen Nationalmannschaft. Einmal stand er in der Startelf, drei Mal wurde er eingewechselt.